# Fraxinet
Fraxinet (łac. Fraxinetum, fr. La Garde de Freinet, arab. Farachszanit) – istniejąca w latach 888 – 975 twierdza arabska na południowym wybrzeżu Prowansji.
W 888 roku grupa piratów z arabskiej wówczas Hiszpanii napadła na dwór szlachecki koło wsi Freinet (łac. Fraxinetum) na południowym wybrzeżu Prowansji, niedaleko Saint-Tropez. Uznawszy miejsce za dogodne do obrony i za dobry punkt wypadowy, piraci ufortyfikowali je i sprowadzili posiłki z Kordowy. Fraxinet stało się portem dla muzułmańskich statków i okrętów oraz punktem wypadowym ekspedycji wojskowych, liczonych w tysiącach żołnierzy. Ekspedycje z Fraxinetu pustoszyły zarówno południowe wybrzeże Francji aż po Aix-en-Provence, jak i wnętrze kraju – dolinę Rodanu, Alpy i Piemont. W 906 roku Arabowie opanowali alpejskie przełęcze Delfinatu (Doire, Stura, Chisone), zajęli dolinę Susy na granicy Sabaudii i Piemontu i zaczęli poważnie utrudniać komunikację między Francją a Italią. Na zajętych terenach budowali twierdze zwane fraxinet, jak ich główna baza. Lokalni możnowładcy południowofrankijscy zaczęli używać Arabów z Fraxinet jako najemników w porachunkach między sobą. Współpracowała z nimi również część miejscowej ludności, prawdopodobnie biorąc udział w wyprawach rabunkowych. Zaczęły powstawać również cywilne arabskie osiedla rolnicze i górnicze.
Do sukcesu Arabów przyczyniło się osłabienie lokalnej władzy – założenie twierdzy Fraxinet przypadło na okres podziału Cesarstwa Karolińskiego (wskutek Traktatu w Verdun z roku 843), ponadto 30 lat wcześniej wybrzeża Francji srodze ucierpiały od najazdów normańskich. Natomiast panujący wówczas w Kordowie kalif Abd ar-Rahman III należał do najwybitniejszych władców muzułmańskiej Hiszpanii i skutecznie wspomagał plany zajęcia przez Arabów Francji.
Pierwszą próbę zniszczenia arabskiego przyczółka w 931 podjął król Włoch Hugon z Arelatu. Bizantyjskie okręty, użyczone przez cesarza Konstantyna VII Porfirogenetę, zniszczyły flotę muzułmańską w zatoce Saint Tropez. Na lądzie Hugo zniszczył umocnienia twierdzy, ale zanim zdążył zlikwidować jej załogę, nagle zmienił zamiar. Zawarł z Arabami umowę, na mocy której zatrzymali oni Fraxinet i zobowiązali się obsadzić alpejskie przełęcze między Francją a Włochami – a wszystko to, by nie dopuścić do Włoch swego konkurenta do tronu – Berengara. Arabowie zajęli przełęcze, od Mont Genevre po Septimer, a następnie –sąsiadujące z nimi tereny. Około 945 roku zajęli Grenoble i dolinę Graisivaudun.
Około 955 roku cesarz Otton I skierował do kalifa Abd ar-Rahmana III list, w którym domagał się, by Arabowie z Fraxinet zaprzestali rajdów. Nie wiadomo, czy otrzymał odpowiedź.
Kilka lat później warunki polityczne zaczęły się zmieniać. Siła Francuzów rosła, zaś nowy kalif Hakam II przestał wspierać napaści na Francję. Około 965 roku Arabowie zaczęli ewakuować zajmowane tereny, zaczynając od Grenoble i doliny Graisivaudun. W 972 roku w krwawej bitwie zostali zmuszeni do opuszczenia Przełęczy Świętego Bernarda. W 975 roku panowie feudalni Prowansji, Delfinatu i hrabstwa Nicei, zjednoczeni pod wodzą księcia Wilhelma z Arelatu, wydali wojnę Arabom z Fraxinet. Arabowie, rozbici w bitwie pod Tourtour koło Draguignan, zostali oblężeni we Fraxinet. Uważając swój los za przypieczętowany, nocą opuścili zamek i rozproszyli się po okolicznych wzgórzach. Większość z nich została zabita w walce albo wzięta do niewoli.
Upadek Fraxinet, które było centrum administracyjnym arabskich osiedli w południowej Francji, północnych Włoszech i w Szwajcarii, oznaczał koniec arabskich planów opanowania Francji. Arabscy osadnicy zostali obróceni w poddanych zwycięskich panów feudalnych.